# Majda Mehmedović
Pour les articles homonymes, voir Mehmedović.
Majda Mehmedović, née le 25 mai 1990 à Bar, est une handballeuse monténégrine évoluant au poste d'ailière gauche dans le club du ŽRK Podgorica depuis 2005. En club elle porte le numéro 77.
Elle évolue également en équipe du Monténégro avec laquelle elle a été championne d'Europe en 2012 et médaillée d'argent aux Jeux olympiques d'été de 2012 à Londres.

## Parcours
- ŽRK Sedmerac : 2000-2005
- puis  ŽRK Budućnost Podgorica  : 2005-2016
- CSM Bucarest : depuis 2016

## Palmarès

### Club
compétitions internationales 
- vainqueur de la Ligue des champions en 2012 et 2015 (avec Budućnost Podgorica)
- vainqueur de la coupe d'Europe des vainqueurs de coupe  en 2010 (avec Budućnost Podgorica)

 compétitions nationales 
- championne de Roumanie en 2017 et 2018 (avec CSM Bucarest)
- championne du Monténégro en 2009, 2010, 2011, 2012, 2013, 2014, 2015 et 2016 (avec Budućnost Podgorica)
- vainqueur de la coupe de Roumanie en 2017 et 2018 (avec CSM Bucarest)
- vainqueur de la coupe du Monténégro en 2009, 2010, 2011, 2012, 2013, 2014, 2015 et 2016 (avec Budućnost Podgorica)

### Équipe nationale
Jeux olympiques
- médaillée d'argent aux Jeux olympiques d'été de 2012 à Londres

championnats d'Europe
- vainqueur du championnat d'Europe 2012

### Distinction individuelles
- élue meilleure ailière gauche du championnat d'Europe 2018[1]
- élue meilleure ailière gauche du championnat d'Europe junior en 2009[2]